# Gerald R. Hawting
Gerald R. Hawting (nacido en 1944) es un historiador británico e islamólogo. Hawting se considera un representante de la escuela revisionista de estudios islámicos.

## Biografía
Sus profesores fueron Bernard Lewis y John Wansbrough. Obtuvo el doctorado en 1978. Es profesor emérito de Historia del Próximo y Medio Oriente en la School of Oriental and African Studies (SOAS) de Londres.

## Investigación
En la línea de John Wansbrough, Hawting se centró en el estudio del entorno religioso en el que surgió el islam. Analizó en detalle las fuentes disponibles sobre las religiones de la Península arábiga en la época anterior al islam. Según Hawting, el islam no se desarrolló en un mundo de puro politeísmo, como sostienen las tradiciones islámicas clásicas redactadas 150–200 años después de Mahoma, sino en el marco de un conflicto entre diversas corrientes monoteístas que se acusaban mutuamente de no practicar un monoteísmo perfecto y, por tanto, de incurrir en idolatría.
Otro tema de su investigación es el período de la dinastía omeya, de gran importancia para la formación del islam como religión. Además, algunos trabajos de Hawting están relacionados con el ibadismo.

## Obras
- The First Dynasty of Islam: The Umayyad Caliphate AD 661–750 (1986).
- «John Wansbrough, Islam, and monotheism» (1997).
- The Idea of Idolatry and the Emergence of Islam: From Polemic to History (1999).
- Como editor y coautor:
- Approaches to the Qur’an (1993).
- The Development of Islamic Ritual (2006).

### Obras relacionadas con el ibadismo
- Hawting, G. R. (1978). «The significance of the slogan Lā Ḥukma illā li’llāh and the references to the Ḥudūd in the Traditions about the Fitna and the murder of ʿUthmān». Bulletin of the School of Oriental and African Studies, 41, 453–463.
- Hawting, G. R.; Mojaddedi, J. A.; Samely, A. (eds.) (2000). Studies in Islamic and Middle Eastern Texts and Traditions in Memory of Norman Calder (d. 1998). Journal of Semitic Studies Supplement, 12. Oxford: Oxford University Press.